# Copa Argentina 2022
La Copa Argentina 2022 (conosciuta anche con il nome di Copa Argentina "AXION energy" 2022 per motivi di sponsorizzazione), è stata la 12ª edizione del torneo a eliminazione diretta nazionale di calcio argentino organizzato dalla AFA. Il torneo ha preso avvio il 23 febbraio 2022, si è concluso il 30 ottobre 2022 e ha visto la partecipazione di 64 squadre.
A vincere il trofeo è stato il Patronato, della provincia di Entre Ríos, che ha battuto in finale il Talleres di Córdoba per 1-0 e che in tal modo ha ottenuto il suo primo titolo ufficiale in qualunque competizione organizzata dalla AFA. Il Patronato ha così ottenuto anche il diritto di partecipare alla Coppa Libertadores 2023 e alla finale della Supercoppa Argentina 2022, nonostante sia retrocesso in Primera B Nacional nella stessa stagione. 

## Formato
Il torneo ha visto la partecipazione di 64 squadre appartenenti a tutte le categorie del futbol argentino, distribuite in un tabellone "tennistico". A differenza dell'edizione precedente, non si è disputata una preventiva fase preliminare di livello regionale.
- le 26 squadre della Primera División;
- le migliori 14 squadre della Primera B Nacional, ovvero le prime 7 classificate di ogni zona più la migliore ottava;
- le migliori 6 squadre classificatesi nella Primera B Metropolitana;
- le migliori 5 squadre classificatesi in ogni zona del Torneo Federal A;
- le migliori 4 squadre classificatesi nella Primera C Metropolitana;
- le migliori 3 squadre nella classifica annuale della Primera D Metropolitana.

Il sorteggio del tabellone è avvenuto il 22 dicembre 2021.
Tranne la finale della competizione, tutte le partite si sono svolte in gara unica in campo neutro. Se al termine dei tempi regolamentari permaneva il pareggio, le due squadre si sono affrontate direttamente ai calci di rigore.

## Squadre

### Primera División
- Aldosivi
- Argentinos Juniors
- Arsenal Sarandí
- Atl. Tucumán
- Banfield
- Boca Juniors
- Central Córdoba (SdE)
- Colón (SF)
- Defensa y Justicia
- Estudiantes (LP)
- Gimnasia (LP)
- Godoy Cruz
- Huracán

- Independiente
- Lanús
- Newell's Old Boys
- Patronato
- Platense
- Racing Club
- River Plate
- Rosario Central
- San Lorenzo
- Sarmiento (J)
- Talleres (C)
- Unión (SF)
- Vélez Sarsfield

### Primera B Nacional
- Agropecuario
- Almirante Brown
- Barracas Central
- Belgrano
- Template:Calcio Brown (A)
- Deportivo Morón
- Ferro Carril Oeste
- Gimnasia (J)

- Gimnasia (M)
- Güemes (SdE)
- Independiente Rivadavia
- Quilmes
- San Martín (T)
- Tigre
- Tristán Suárez

### Primera B Metropolitana
- Acassuso
- Colegiales
- Flandria

- J.J. de Urquiza
- Los Andes
- Sacachispas

### Torneo Federal A
- Central Norte (S)
- Chaco For Ever
- Cipolletti
- Dep. Madryn
- Gimnasia (S)

- Olimpo
- Racing (C)
- Sol de Mayo (V)
- Sp. Las Parejas
- Sp. Peñarol

### Primera C Metropolitana
- Central Córdoba (R)
- Dep. Laferrere

- Dock Sud
- Ituzaingó

### Primera D Metropolitana
- Def. de Cambaceres
- Liniers

- Puerto Nuevo

## Sorteggi
Il sorteggio del "tabellone" si è tenuto il 22 dicembre 2021. Le 64 squadre partecipanti sono state divise in quattro urne in base ai risultati ottenuti storicamente e alla loro divisione di appartenenza. I sorteggi degli accoppiamenti sono stati quindi effettuati alternando la selezione delle urne secondo lo schema A-C e BD. Alcuni accoppiamenti sono stati evitati per ragioni di sicurezza.
| Gruppo A | Gruppo B | Gruppo C | Gruppo D |
| --- | --- | --- | --- |
| - Argentinos Juniors - Arsenal Sarandí - Banfield - Boca Juniors - Colón (SF) - Estudiantes (LP) - Gimnasia (LP) - Huracán - Independiente - Lanús - Newell's Old Boys - Racing Club - River Plate - Rosario Central - San Lorenzo - Vélez Sarsfield | - Aldosivi - Almirante Brown - Atl. Tucumán - Barracas Central - Central Córdoba (SdE) - Defensa y Justicia - Ferro Carril Oeste - Godoy Cruz - Independiente Rivadavia - Patronato - Platense - Quilmes - Sarmiento (J) - Talleres (C) - Tigre - Unión (SF) | - Central Córdoba (R) - Central Norte (S) - Chaco For Ever - Cipolletti - Def. de Cambaceres - Dep. Madryn - Dock Sud - Gimnasia (S) - Ituzaingó - Dep. Laferrere - Liniers - Olimpo - Puerto Nuevo - Racing (C) - Sol de Mayo (V) - Sp. Las Parejas - Sp. Peñarol | - Acassuso - Agropecuario - Belgrano - Brown (A) - Colegiales - Deportivo Morón - Flandria - Gimnasia (J) - Gimnasia (M) - Güemes (SdE) - J.J. de Urquiza - Los Andes - Sacachispas - San Martín (T) - Tristán Suárez |

## Tabellone
|  | Trentaduesimi di finale | Trentaduesimi di finale | Trentaduesimi di finale |  |  | Sedicesimi di finale    | Sedicesimi di finale    | Sedicesimi di finale |                   |       | Ottavi di finale   | Ottavi di finale   | Ottavi di finale |                  |       | Quarti di finale | Quarti di finale | Quarti di finale |              |       | Semifinali | Semifinali | Semifinali |           |   | Finale | Finale | Finale |  |
|  |                         |                         |                         |  |  |                         |                         |                      |                   |       |                    |                    |                  |                  |       |                  |                  |                  |              |       |            |            |            |           |   |        |        |        |  |
|  | Banfield                | Banfield                | 3                       |  |  |                         |                         |                      |                   |       |                    |                    |                  |                  |       |                  |                  |                  |              |       |            |            |            |           |   |        |        |        |  |
|  | Sp. Peñarol             | Sp. Peñarol             | 1                       |  |  | Banfield                | Banfield                | 2                    |                   |       |                    |                    |                  |                  |       |                  |                  |                  |              |       |            |            |            |           |   |        |        |        |  |
|  | Unión (SF) (r)          | Unión (SF) (r)          | 1 (4)                   |  |  | Unión (SF)              | Unión (SF)              | 1                    |                   |       |                    |                    |                  |                  |       |                  |                  |                  |              |       |            |            |            |           |   |        |        |        |  |
|  | Sp. Las Parejas         | Sp. Las Parejas         | 1 (3)                   |  |  |                         |                         |                      |                   |       | Banfield           | Banfield           | 2                |                  |       |                  |                  |                  |              |       |            |            |            |           |   |        |        |        |  |
|  | Central Córdoba (SdE)   | Central Córdoba (SdE)   | 0 (3)                   |  |  |                         |                         | Gimnasia (J)         | Gimnasia (J)      | 0     |                    |                    |                  |                  |       |                  |                  |                  |              |       |            |            |            |           |   |        |        |        |  |
|  | Gimnasia (J) (r)        | Gimnasia (J) (r)        | 0 (4)                   |  |  | Gimnasia (J)            | Gimnasia (J)            | 1                    |                   |       |                    |                    |                  |                  |       |                  |                  |                  |              |       |            |            |            |           |   |        |        |        |  |
|  | San Lorenzo             | San Lorenzo             | 0 (2)                   |  |  | Racing (C)              | Racing (C)              | 0                    |                   |       |                    |                    |                  |                  |       |                  |                  |                  |              |       |            |            |            |           |   |        |        |        |  |
|  | Racing (C) (r)          | Racing (C) (r)          | 0 (4)                   |  |  |                         |                         |                      |                   |       | Banfield (r)       | Banfield (r)       | 1 (3)            |                  |       |                  |                  |                  |              |       |            |            |            |           |   |        |        |        |  |
|  | Lanús                   | Lanús                   | 5                       |  |  |                         |                         |                      |                   |       |                    |                    | Godoy Cruz       | Godoy Cruz       | 1 (1) |                  |                  |                  |              |       |            |            |            |           |   |        |        |        |  |
|  | Def. de Cambaceres      | Def. de Cambaceres      | 0                       |  |  | Lanús                   | Lanús                   | 1                    |                   |       |                    |                    |                  |                  |       |                  |                  |                  |              |       |            |            |            |           |   |        |        |        |  |
|  | Godoy Cruz              | Godoy Cruz              | 2                       |  |  | Godoy Cruz              | Godoy Cruz              | 3                    |                   |       |                    |                    |                  |                  |       |                  |                  |                  |              |       |            |            |            |           |   |        |        |        |  |
|  | Tristán Suárez          | Tristán Suárez          | 0                       |  |  |                         |                         |                      |                   |       | Godoy Cruz (r)     | Godoy Cruz (r)     | 0 (5)            |                  |       |                  |                  |                  |              |       |            |            |            |           |   |        |        |        |  |
|  | Platense                | Platense                | 1 (1)                   |  |  |                         |                         | Belgrano             | Belgrano          | 0 (4) |                    |                    |                  |                  |       |                  |                  |                  |              |       |            |            |            |           |   |        |        |        |  |
|  | Belgrano                | Belgrano                | 1 (4)                   |  |  | Belgrano                | Belgrano                | 1                    |                   |       |                    |                    |                  |                  |       |                  |                  |                  |              |       |            |            |            |           |   |        |        |        |  |
|  | Estudiantes (LP)        | Estudiantes (LP)        | 2                       |  |  | Estudiantes (LP)        | Estudiantes (LP)        | 0                    |                   |       |                    |                    |                  |                  |       |                  |                  |                  |              |       |            |            |            |           |   |        |        |        |  |
|  | Puerto Nuevo            | Puerto Nuevo            | 1                       |  |  |                         |                         |                      |                   |       | Banfield           | Banfield           | 0                |                  |       |                  |                  |                  |              |       |            |            |            |           |   |        |        |        |  |
|  | Vélez Sarsfield         | Vélez Sarsfield         | 5                       |  |  |                         |                         |                      |                   |       |                    |                    |                  |                  |       |                  |                  | Talleres (C)     | Talleres (C) | 1     |            |            |            |           |   |        |        |        |  |
|  | Cipolletti              | Cipolletti              | 0                       |  |  | Vélez Sarsfield         | Vélez Sarsfield         | 1                    |                   |       |                    |                    |                  |                  |       |                  |                  |                  |              |       |            |            |            |           |   |        |        |        |  |
|  | Independiente Rivadavia | Independiente Rivadavia | 2                       |  |  | Independiente Rivadavia | Independiente Rivadavia | 0                    |                   |       |                    |                    |                  |                  |       |                  |                  |                  |              |       |            |            |            |           |   |        |        |        |  |
|  | Gimnasia (M)            | Gimnasia (M)            | 0                       |  |  |                         |                         |                      |                   |       | Vélez Sarsfield    | Vélez Sarsfield    | 0                |                  |       |                  |                  |                  |              |       |            |            |            |           |   |        |        |        |  |
|  | Atl. Tucumán            | Atl. Tucumán            | 2                       |  |  |                         |                         | Independiente        | Independiente     | 2     |                    |                    |                  |                  |       |                  |                  |                  |              |       |            |            |            |           |   |        |        |        |  |
|  | Brown (A)               | Brown (A)               | 0                       |  |  | Atl. Tucumán            | Atl. Tucumán            | 0                    |                   |       |                    |                    |                  |                  |       |                  |                  |                  |              |       |            |            |            |           |   |        |        |        |  |
|  | Independiente (r)       | Independiente (r)       | 1 (4)                   |  |  | Independiente           | Independiente           | 1                    |                   |       |                    |                    |                  |                  |       |                  |                  |                  |              |       |            |            |            |           |   |        |        |        |  |
|  | Sp. Belgrano (SF)       | Sp. Belgrano (SF)       | 1 (3)                   |  |  |                         |                         |                      |                   |       | Independiente      | Independiente      | 0 (2)            |                  |       |                  |                  |                  |              |       |            |            |            |           |   |        |        |        |  |
|  | Arsenal Sarandí         | Arsenal Sarandí         | 0 (4)                   |  |  |                         |                         |                      |                   |       |                    |                    | Talleres (C) (r) | Talleres (C) (r) | 0 (4) |                  |                  |                  |              |       |            |            |            |           |   |        |        |        |  |
|  | Chaco For Ever (r)      | Chaco For Ever (r)      | 0 (5)                   |  |  | Chaco For Ever          | Chaco For Ever          | 0 (3)                |                   |       |                    |                    |                  |                  |       |                  |                  |                  |              |       |            |            |            |           |   |        |        |        |  |
|  | Talleres (C)            | Talleres (C)            | 4                       |  |  | Talleres (C) (r)        | Talleres (C) (r)        | 0 (4)                |                   |       |                    |                    |                  |                  |       |                  |                  |                  |              |       |            |            |            |           |   |        |        |        |  |
|  | Güemes (SdE)            | Güemes (SdE)            | 0                       |  |  |                         |                         |                      |                   |       | Talleres (C)       | Talleres (C)       | 2                |                  |       |                  |                  |                  |              |       |            |            |            |           |   |        |        |        |  |
|  | Aldosivi (r)            | Aldosivi (r)            | 1 (3)                   |  |  |                         |                         | Newell's Old Boys    | Newell's Old Boys | 1     |                    |                    |                  |                  |       |                  |                  |                  |              |       |            |            |            |           |   |        |        |        |  |
|  | Colegiales              | Colegiales              | 1 (2)                   |  |  | Aldosivi                | Aldosivi                | 2                    |                   |       |                    |                    |                  |                  |       |                  |                  |                  |              |       |            |            |            |           |   |        |        |        |  |
|  | Newell's Old Boys       | Newell's Old Boys       | 3                       |  |  | Newell's Old Boys       | Newell's Old Boys       | 4                    |                   |       |                    |                    |                  |                  |       |                  |                  |                  |              |       |            |            |            |           |   |        |        |        |  |
|  | Ituzaingó               | Ituzaingó               | 1                       |  |  |                         |                         |                      |                   |       | Talleres (C)       | Talleres (C)       | 0                |                  |       |                  |                  |                  |              |       |            |            |            |           |   |        |        |        |  |
|  | Gimnasia (LP)           | Gimnasia (LP)           | 1                       |  |  |                         |                         |                      |                   |       |                    |                    |                  |                  |       |                  |                  |                  |              |       |            |            | Patronato  | Patronato | 1 |        |        |        |  |
|  | Liniers                 | Liniers                 | 0                       |  |  | Gimnasia (LP)           | Gimnasia (LP)           | 2                    |                   |       |                    |                    |                  |                  |       |                  |                  |                  |              |       |            |            |            |           |   |        |        |        |  |
|  | Sarmiento (J)           | Sarmiento (J)           | 0                       |  |  | Flandria                | Flandria                | 0                    |                   |       |                    |                    |                  |                  |       |                  |                  |                  |              |       |            |            |            |           |   |        |        |        |  |
|  | Flandria                | Flandria                | 2                       |  |  |                         |                         |                      |                   |       | Gimnasia (LP)      | Gimnasia (LP)      | 1                |                  |       |                  |                  |                  |              |       |            |            |            |           |   |        |        |        |  |
|  | Patronato               | Patronato               | 2                       |  |  |                         |                         | Patronato            | Patronato         | 2     |                    |                    |                  |                  |       |                  |                  |                  |              |       |            |            |            |           |   |        |        |        |  |
|  | Deportivo Morón         | Deportivo Morón         | 0                       |  |  | Patronato (r)           | Patronato (r)           | 1 (3)                |                   |       |                    |                    |                  |                  |       |                  |                  |                  |              |       |            |            |            |           |   |        |        |        |  |
|  | Colón (SF)              | Colón (SF)              | 2                       |  |  | Colón (SF)              | Colón (SF)              | 1 (2)                |                   |       |                    |                    |                  |                  |       |                  |                  |                  |              |       |            |            |            |           |   |        |        |        |  |
|  | Sp. Peñarol             | Sp. Peñarol             | 1                       |  |  |                         |                         |                      |                   |       | Patronato (r)      | Patronato (r)      | 2 (4)            |                  |       |                  |                  |                  |              |       |            |            |            |           |   |        |        |        |  |
|  | Argentinos Juniors      | Argentinos Juniors      | 2                       |  |  |                         |                         |                      |                   |       |                    |                    | River Plate      | River Plate      | 2 (3) |                  |                  |                  |              |       |            |            |            |           |   |        |        |        |  |
|  | Olimpo                  | Olimpo                  | 0                       |  |  | Argentinos Juniors      | Argentinos Juniors      | 0                    |                   |       |                    |                    |                  |                  |       |                  |                  |                  |              |       |            |            |            |           |   |        |        |        |  |
|  | Defensa y Justicia      | Defensa y Justicia      | 4                       |  |  | Defensa y Justicia      | Defensa y Justicia      | 1                    |                   |       |                    |                    |                  |                  |       |                  |                  |                  |              |       |            |            |            |           |   |        |        |        |  |
|  | Sacachispas             | Sacachispas             | 1                       |  |  |                         |                         |                      |                   |       | Defensa y Justicia | Defensa y Justicia | 0                |                  |       |                  |                  |                  |              |       |            |            |            |           |   |        |        |        |  |
|  | Barracas Central        | Barracas Central        | 4                       |  |  |                         |                         | River Plate          | River Plate       | 4     |                    |                    |                  |                  |       |                  |                  |                  |              |       |            |            |            |           |   |        |        |        |  |
|  | Acassuso                | Acassuso                | 1                       |  |  | Barracas Central        | Barracas Central        | 0                    |                   |       |                    |                    |                  |                  |       |                  |                  |                  |              |       |            |            |            |           |   |        |        |        |  |
|  | River Plate             | River Plate             | 5                       |  |  | River Plate             | River Plate             | 3                    |                   |       |                    |                    |                  |                  |       |                  |                  |                  |              |       |            |            |            |           |   |        |        |        |  |
|  | Dep. Laferrere          | Dep. Laferrere          | 0                       |  |  |                         |                         |                      |                   |       | Patronato (r)      | Patronato (r)      | 1 (3)            |                  |       |                  |                  |                  |              |       |            |            |            |           |   |        |        |        |  |
|  | Racing Club             | Racing Club             | 3                       |  |  |                         |                         |                      |                   |       |                    |                    |                  |                  |       |                  |                  | Boca Juniors     | Boca Juniors | 1 (2) |            |            |            |           |   |        |        |        |  |
|  | Gimnasia (S)            | Gimnasia (S)            | 1                       |  |  | Racing Club             | Racing Club             | 1                    |                   |       |                    |                    |                  |                  |       |                  |                  |                  |              |       |            |            |            |           |   |        |        |        |  |
|  | Almirante Brown         | Almirante Brown         | 0                       |  |  | Agropecuario            | Agropecuario            | 2                    |                   |       |                    |                    |                  |                  |       |                  |                  |                  |              |       |            |            |            |           |   |        |        |        |  |
|  | Agropecuario            | Agropecuario            | 2                       |  |  |                         |                         |                      |                   |       | Agropecuario       | Agropecuario       | 0                |                  |       |                  |                  |                  |              |       |            |            |            |           |   |        |        |        |  |
|  | Ferro Carril Oeste      | Ferro Carril Oeste      | 4                       |  |  |                         |                         | Boca Juniors         | Boca Juniors      | 1     |                    |                    |                  |                  |       |                  |                  |                  |              |       |            |            |            |           |   |        |        |        |  |
|  | J.J. de Urquiza         | J.J. de Urquiza         | 0                       |  |  | Ferro Carril Oeste      | Ferro Carril Oeste      | 0                    |                   |       |                    |                    |                  |                  |       |                  |                  |                  |              |       |            |            |            |           |   |        |        |        |  |
|  | Boca Juniors            | Boca Juniors            | 4                       |  |  | Boca Juniors            | Boca Juniors            | 1                    |                   |       |                    |                    |                  |                  |       |                  |                  |                  |              |       |            |            |            |           |   |        |        |        |  |
|  | Racing (C)              | Racing (C)              | 1                       |  |  |                         |                         |                      |                   |       | Boca Juniors       | Boca Juniors       | 3                |                  |       |                  |                  |                  |              |       |            |            |            |           |   |        |        |        |  |
|  | Rosario Central (r)     | Rosario Central (r)     | 1 (5)                   |  |  |                         |                         |                      |                   |       |                    |                    | Quilmes          | Quilmes          | 2     |                  |                  |                  |              |       |            |            |            |           |   |        |        |        |  |
|  | Sol de Mayo (V)         | Sol de Mayo (V)         | 1 (3)                   |  |  | Rosario Central         | Rosario Central         | 1 (2)                |                   |       |                    |                    |                  |                  |       |                  |                  |                  |              |       |            |            |            |           |   |        |        |        |  |
|  | Quilmes                 | Quilmes                 | 2                       |  |  | Quilmes (r)             | Quilmes (r)             | 1 (4)                |                   |       |                    |                    |                  |                  |       |                  |                  |                  |              |       |            |            |            |           |   |        |        |        |  |
|  | San Martín (T)          | San Martín (T)          | 0                       |  |  |                         |                         |                      |                   |       | Quilmes (r)        | Quilmes (r)        | 1 (4)            |                  |       |                  |                  |                  |              |       |            |            |            |           |   |        |        |        |  |
|  | Tigre                   | Tigre                   | -                       |  |  |                         |                         | Dep. Madryn          | Dep. Madryn       | 1 (1) |                    |                    |                  |                  |       |                  |                  |                  |              |       |            |            |            |           |   |        |        |        |  |
|  | Los Andes               | Los Andes               | -                       |  |  | Tigre                   | Tigre                   | 3 (2)                |                   |       |                    |                    |                  |                  |       |                  |                  |                  |              |       |            |            |            |           |   |        |        |        |  |
|  | Huracán                 | Huracán                 | 0 (3)                   |  |  | Dep. Madryn (r)         | Dep. Madryn (r)         | 3 (4)                |                   |       |                    |                    |                  |                  |       |                  |                  |                  |              |       |            |            |            |           |   |        |        |        |  |
|  | Dep. Madryn             | Dep. Madryn             | 0 (4)                   |  |  |                         |                         |                      |                   |       |                    |                    |                  |                  |       |                  |                  |                  |              |       |            |            |            |           |   |        |        |        |  |

## Risultati

### Trentaduesimi di finale
| Arbitro: | Nazareno Arasa |

|                                                          |           |  |
| López 30’ (rig.) López 73’ López 76’ Aude 87’ Orozco 90’ | Marcatori |  |

| Arbitro: | Lucas Comesaña |

|                         |           |  |
| Ambrogio 7’ Quiroga 62’ | Marcatori |  |

| Arbitro: | Diego Ceballos |

|  |           |                      |
|  | Marcatori | 70’ Muñoz 76’ Dening |

| Arbitro: | Mario Ejarque |

|                                                                  |           |  |
| Díaz 37’ Pellegrino 49’ D. Fernández 73’ Orellano 77’ Castro 88’ | Marcatori |  |

| Arbitro: | Héctor Paletta |

|                        |           |            |
| Ábila 24’ Pierotti 39’ | Marcatori | 62’ Varona |

| Arbitro: | Nicolás Ramírez |

|                                      |           |           |
| J.P. Álvarez 50’ Cruz 71’ Dátolo 78’ | Marcatori | 31’ Greco |

| Arbitro: | Jorge Baliño |

|                                                         |           |              |
| Orsini 13’ Orsini 66’ Vázquez 79’ Zeballos 90+4’ (rig.) | Marcatori | 26’ Di Vanni |

| Arbitro: | Silvio Trucco |

|                       |           |  |
| Ávalos 50’ Ávalos 67’ | Marcatori |  |

| Arbitro: | Pablo Giménez |

|                                                                            |           |  |
| Zuculini 25’ J. Álvarez 33’ Quintero 45+1’ (rig.) Herrera 79’ Paradela 86’ | Marcatori |  |

| Arbitro: | Jorge Broggi |

|                                                      |                      |                                                                  |
| Lomónaco D. Pérez Miloc Colmán Chimino Torres Rivero | Tiri di rigore 4 – 5 | E.O. Díaz Triverio Canever M.G. Martínez Romero Chacana Politano |

| Arbitro: | Nazareno Arasa |

|                                                  |           |  |
| Girotti 18’ Valoyes 42’ Esquivel 46’ Girotti 52’ | Marcatori |  |

| Arbitro: | Nazareno Arasa |

|                                                          |                      |                                                      |
| Ramos 51’ (rig.)                                         | Marcatori            | 88’ Bocchetti                                        |
| Ramos Peralta Bauer G. González Polenta Esquivel Nardoni | Tiri di rigore 4 – 3 | Sperduti E.B. Díaz D. López Jominy Pizzichini Vester |

| Arbitro: | Pablo Echavarría |

|                            |           |          |
| Lattanzio 62’ Orosco 90+2’ | Marcatori | 53’ Meza |

| Arbitro: | Pablo Dóvalo |

|                               |                      |                                   |
| Blanco 45+1’                  | Marcatori            | 33’ Ríos                          |
| Togni Benavídez Benegas Pozzo | Tiri di rigore 4 – 3 | Lesman Reyes Osores Suica Serrano |

| Arbitro: | Diego Abal |

|                                      |           |            |
| M. Martínez 6’ Copetti 59’ Garré 62’ | Marcatori | 74’ Chaves |

| Arbitro: | Ramiro López |

|                                                               |           |            |
| Rotondi 15’ Errecalde 33’ (aut.) Merentiel 62’ Albertengo 83’ | Marcatori | 63’ Pinedo |

| Arbitro: | Jorge Baliño |

|                                              |                      |                                                      |
| R. López Grahl S. Martínez Ramírez Riaño Bay | Tiri di rigore 3 – 4 | Cosaro L. González Gatti Tunessi Belleggia Hernández |

| Arbitro: | Fernando Espinoza |

|                                    |                      |                                      |
| Cerutti 38’                        | Marcatori            | 50’ Rivero                           |
| Ortigoza Donatti Martegani Cerutti | Tiri di rigore 2 – 4 | Rivero Giménez Murialdo L. Fernández |

| Arbitro: | Maximiliano Ramírez |

|                                               |           |  |
| E. Díaz 43’ Mosca 48’ E. Díaz 58’ Márquez 73’ | Marcatori |  |

| Arbitro: | Ariel Penel |

|                              |           |  |
| Machado 6’ (rig.) Molina 58’ | Marcatori |  |

| Arbitro: | Pablo Echavarría |

|                          |           |  |
| Orihuela 41’ Heredia 78’ | Marcatori |  |

| Arbitro: | Nazareno Arasa |

|                                              |                      |                                                    |
| E. Torres 22’                                | Marcatori            | 44’ Kestler                                        |
| Gino Iritier Iñiguez Rinaldi Martínez Maciel | Tiri di rigore 3 – 2 | Falón Herrera Luna J.M. Torres S. Martínez Kestler |

| Arbitro: | Adrián Franklin |

|  |           |                          |
|  | Marcatori | 13’ Gordillo 26’ Taborda |

| Arbitro: | Pablo Giménez |

|                                |           |             |
| Rossi 11’ Garro 37’ Sforza 44’ | Marcatori | 35’ Moreira |

| Arbitro: | Diego Ceballos |

|                                                          |           |          |
| Valenzuela 32’ (rig.) Arias 51’ Valenzuela 56’ Arias 61’ | Marcatori | 79’ Arce |

| Arbitro: | Silvio Trucco |

|                          |           |  |
| Rodríguez 52’ Castro 55’ | Marcatori |  |

| Arbitro: | Andrés Merlos |

|                                          |                      |                               |
| Gamba 15’ (rig.)                         | Marcatori            | 26’ Elgorriaga                |
| Gamba Ferreyra Montoya Servio Buonanotte | Tiri di rigore 5 – 3 | Flores Paredes García Becerra |

| Arbitro: | Sebastián Zunino |

|                          |           |  |
| Allende 3’ Rodríguez 59’ | Marcatori |  |

| Arbitro: | Jorge Baliño |

|                                        |                      |                                  |
| Cristaldo Galván Acevedo Hezze Cóccaro | Tiri di rigore 3 – 4 | Marinucci López Mansilla Recalde |

| Arbitro: | Ariel Penel |

|                         |                      |                                 |
| Bergessio 6’            | Marcatori            | 39’ Susvielles                  |
| Mansilla Ruiz Díaz Suso | Tiri di rigore 1 – 4 | Rébola Hesar Susvielles Vegetti |

| Arbitro: | José Carreras |

|               |           |  |
| Tarragona 22’ | Marcatori |  |

| Morón 1 giugno 2022, ore UTC-3 Trentaduesimi di finale (gara unica) | Tigre | – tav. | Los Andes | Stadio Nuevo Francisco Urbano |

### Sedicesimi di finale
| Arbitro: | Hernán Mastrángelo |

|  |           |           |
|  | Marcatori | 78’ Villa |

| Arbitro: | Nicolás Ramírez |

|               |           |                         |
| Chancalay 29’ | Marcatori | 43’ Blando 45+2’ Blando |

| Arbitro: | Andrés Gariano |

|            |           |  |
| Osorio 84’ | Marcatori |  |

| Arbitro: | Mario Ejarque |

|            |           |  |
| Cosaro 38’ | Marcatori |  |

| Arbitro: | Pablo Dóvalo |

|                                  |                      |                                       |
| Sosa 72’                         | Marcatori            | Ábila                                 |
| García Sosa Barinaga Leys Lozano | Tiri di rigore 3 – 2 | Goltz Bernardi Aliendro Lértora Ábila |

| Arbitro: | Jorge Baliño |

|                                                        |                      |                                                   |
| Allende Cuello Canever Mattalía Triverio Romero Valdez | Tiri di rigore 3 – 4 | Santos Catalán Garro Díaz Girotti Pérez Buffarini |

| Arbitro: | Fernando Echenique |

|  |           |             |
|  | Marcatori | 78’ Cazares |

| Arbitro: | Lucas Comesaña |

|                         |           |  |
| Soldano 33’ Soldano 85’ | Marcatori |  |

| Arbitro: | Hernán Mastrángelo |

|  |           |               |
|  | Marcatori | 37’ Gutiérrez |

| Arbitro: | Lucas Comesaña |

|                        |           |           |
| Dátolo 41’ Coronel 56’ | Marcatori | 16’ Diale |

| Arbitro: | Darío Herrera |

|                       |           |  |
| Susvielles 60’ (rig.) | Marcatori |  |

| Arbitro: | Pablo Echavarría |

|            |           |                                          |
| Orozco 24’ | Marcatori | 70’ Allende 87’ S. Rodríguez 90+4’ Ojeda |

| Arbitro: | Andrés Merlos |

|  |           |                                         |
|  | Marcatori | 21’ Casco 65’ Palavecino 73’ Palavecino |

| Arbitro: | Fernando Espinoza |

|                                     |                      |                                                   |
| Cabrera 65’ Castro 81’ Obando 90+1’ | Marcatori            | 49’ Marinucci 67’ L. González 74’ L. González     |
| Magnín Retegui Obando Prieto        | Tiri di rigore 2 – 4 | Michelena L. González Hernández Necul C. González |

| Arbitro: | Jorge Baliño |

|                          |           |                                        |
| Martínez 14’ Tobares 45’ | Marcatori | 20’ Balzi 31’ Garro 57’ Garro 76’ Lema |

| Arbitro: | Nicolás Lamolina |

|                                   |                      |                                             |
| Servio 86’                        | Marcatori            | 42’ González                                |
| Servio Almada Rodríguez Infantino | Tiri di rigore 2 – 4 | Evangelista Pavone Bonetto Cortave Bindella |

### Ottavi di finale
| Arbitro: | Silvio Trucco |

|             |           |                                  |
| Soldano 39’ | Marcatori | 9’ Estigarribia 64’ Estigarribia |

| Arbitro: | Nicolás Ramírez |

|  |           |               |
|  | Marcatori | 25’ Fernández |

| Arbitro: | Patricio Loustau |

|                                   |                      |                                               |
| Ortiz Vega Rodríguez Abrego Ojeda | Tiri di rigore 5 – 4 | Rébola Bernardello Susvielles Vegetti Sánchez |

| Arbitro: | Fernando Echenique |

|                        |           |  |
| Enrique 44’ Dátolo 60’ | Marcatori |  |

| Arbitro: | Pablo Echavarría |

|  |           |                                             |
|  | Marcatori | 4’ Solari 30’ Beltrán 51’ Solari 82’ Solari |

| Arbitro: | Silvio Trucco |

|                                    |                      |                             |
| Batista 36’                        | Marcatori            | 90+1’ González              |
| Evangelista Cortave Bonetto Moreno | Tiri di rigore 4 – 1 | Michelena González Castillo |

| Arbitro: | Ariel Penel |

|                              |           |              |
| Ditta 69’ (aut.) Giacone 88’ | Marcatori | 45+1’ García |

| Arbitro: | Ariel Penel |

|  |           |                           |
|  | Marcatori | 11’ Fernández 56’ Benegas |

### Quarti di finale
| Arbitro: | Jorge Baliño |

|                          |                      |                                |
| Dátolo 6’                | Marcatori            | 41’ Larrosa                    |
| Chávez Mago Perales Urzi | Tiri di rigore 3 – 1 | Acevedo Allende Rodríguez Vega |

| Arbitro: | Hernán Mastrángelo |

|                                      |                      |                                      |
| Benegas Insaurralde Vallejo Ferreyra | Tiri di rigore 2 – 4 | Valoyes Álvarez Garro Díaz Buffarini |

| Arbitro: | Fernando Espinoza |

|                                      |                      |                                      |
| Estigarribia 33’ Herrera 46’         | Marcatori            | 10’ Zuculini 52’ Quintero            |
| Mosevich Rodríguez Sosa Giani Valdez | Tiri di rigore 4 – 3 | Quintero Zuculini Borja Barco Suárez |

| Arbitro: | Ariel Penel |

|                                      |           |                       |
| Benedetto 7’ Morales 34’ Langoni 59’ | Marcatori | 4’ Bonetto 64’ Pavone |

### Semifinali
| Arbitro: | Germán Delfino |

|            |           |  |
| Santos 79’ | Marcatori |  |

| Arbitro: | Yael Falcón Pérez |

|                                  |                      |                                    |
| Estigarribia 32’                 | Marcatori            | 73’ Villa                          |
| Acevedo Estigarribia Giani Cobos | Tiri di rigore 3 – 2 | Romero Langoni Varela Sández Villa |

### Finale
| Arbitro: | Fernando Rapallini |

|  |           |            |
|  | Marcatori | 78’ Banega |

## Statistiche

### Classifica marcatori
| Gol |  |  | Giocatore            | Squadra           |
| --- |  |  | -------------------- | ----------------- |
| 4   |  |  | Jesús Dátolo         | Banfield          |
| 4   |  |  | Marcelo Estigarribia | Patronato         |
| 3   |  |  | Juan Garro           | Newell's Old Boys |
| 3   |  |  | José Manuel López    | Lanús             |
| 3   |  |  | Pablo Solari         | River Plate       |
| 3   |  |  | Franco Soldano       | Gimnasia La Plata |